# Effet Rossiter-McLaughlin
Pour les articles homonymes, voir Rossiter et McLaughlin.
L'effet Rossiter-McLaughlin (en abrégé « effet RM ») est un phénomène spectroscopique observé lorsqu'un corps éclipsant (qui peut être une étoile secondaire ou une exoplanète) transite devant la surface de l'étoile primaire autour de laquelle il effectue son orbite.
Cet effet tire son nom des astronomes Richard Alfred Rossiter et Dean Benjamin McLaughlin.

## Principe

### Rotation et élargissement des raies
Tandis que l'étoile principale tourne sur elle-même, un quart de sa photosphère est perçu en mouvement vers l'observateur et un autre quart est perçu s'en éloignant (la moitié restante étant la partie non visible par l'observateur). Par effet Doppler, ces mouvements produisent des décalages en fréquence de la lumière émise par l'étoile, respectivement vers le bleu (blueshift) et vers le rouge (redshift). Il en résulte un élargissement des raies spectrales observées d'autant plus grand que la vitesse de rotation est importante.

### Transit et effet RM

Illustration 1 : représentation schématique de la cause physique de l'effet. L'observateur se trouve vers le bas. L'étoile principale tourne sur elle-même ; la lumière qu'elle émet est décalée vers le bleu du côté qui est en mouvement vers l'observateur (sur la gauche de l'image) et vers le rouge du côté s'en éloignant (sur la droite de l'image). Lorsqu'un objet passe devant cette étoile, il bloque successivement la lumière décalée vers le bleu, puis vers le rouge (dans le cas d'une orbite prograde comme ici représenté). Ceci cause une variation apparente de la vitesse radiale de l'étoile principale en plus de celle induite par le mouvement de l'étoile lié à la présence de l'objet secondaire.

Lors du passage de l'objet secondaire (étoile compagnon ou planète) devant le disque de l'étoile principale, une partie de la lumière émise par cette dernière est bloquée par le premier. Cette baisse de luminosité apparente est l'élément utilisé habituellement pour déterminer l'existence d'un transit — et ainsi en déduire, si ce n'est déjà connu, l'existence du compagnon.
Cependant, comme expliqué dans la section précédente, les différentes parties de l'étoile paraissent émettre dans des longueurs d'onde légèrement différentes. Lors de son transit, l'objet secondaire bloque donc tour à tour la lumière correspondant à ces différentes longueurs d'onde. Ceci modifie le décalage spectral moyen mesuré par l'observateur (la largeur de la raie se trouve également affectée). À mesure que l'objet secondaire progresse devant le disque, l'anomalie observée évolue avec la longueur d'onde cachée. Selon l'inclinaison, divers cas peuvent alors se produire.

#### Orbite prograde
Dans le cas habituel, le mouvement orbital de l'objet secondaire a lieu dans le même sens que la rotation de l'étoile principale sur elle-même ; on parle d'orbite prograde. Dans ce cas, lors du transit, l'objet secondaire va commencer par cacher une portion de la partie de l'étoile s'approchant de l'observateur ; il y a alors un déficit de lumière « bleuie » qui se traduit dans la mesure par un décalage apparent vers le rouge de la lumière globale de l'étoile et donc une vitesse radiale apparente augmentée. Lorsque le secondaire a un peu avancé sur son orbite, c'est la partie centrale, radialement immobile vis-à-vis de l'observateur, qui est cachée ; l'effet est alors nul et l'anomalie s'annule. Enfin, lorsque l'objet secondaire termine son transit, c'est une partie de la lumière provenant de la partie de l'étoile centrale qui s'éloigne de l'observateur qui est cachée ; la lumière mesurée est alors en apparence « bleuie », ce qui se traduit par une vitesse radiale apparente réduite. L'exemple de la planète HD 189733 b, pour laquelle l'effet Rossiter-McLaughlin a été mesuré, est illustré ci-contre.

#### Orbite rétrograde
Le cas inverse doit être obtenu pour une orbite rétrograde ; telle semble être par exemple la situation de l'exoplanète WASP-17b, dont la découverte a été rapportée en août 2009.